# Haliophasma foveolata
Haliophasma foveolata är en kräftdjursart som beskrevs av Barnard 1940. Haliophasma foveolata ingår i släktet Haliophasma och familjen Anthuridae. Inga underarter finns listade i Catalogue of Life.